# 小西正則
小西 正則（こにし まさのり、1980年5月6日 - ）は、京都市上京区出身の元野球選手（投手）。社会人野球の硬式野球クラブ東海REXに所属していた。
実妹は日本女子プロ野球機構（JWBL）のウエストフローラに所属する小西美加。2006年に兄妹揃って野球日本代表に選ばれ、史上初の兄妹野球日本代表として注目された。

## 来歴
北嵯峨高校から、1999年に当時東都大学野球連盟1部だった専修大学に入学。この年の春季リーグ戦で1年生ながら1回戦第2戦の先発を任されるなど期待されるが、大学は1999年春季限りで2部に降格、小西も肩を痛めるなど苦難が続いた。それでも主にリリーフ投手として同級生でエース格の江草仁貴らと共に投手陣を支え、4年時の春季リーグ戦で7期ぶりの1部復帰を果たした。
卒業後は広域複合企業チームとして再出発したばかりの硬式野球クラブ東海REXに入部するが、2004年に肘を痛め、その後2年間は本格的な投球練習もままならない状態が続いた。故障が癒え、引退を覚悟して臨んだ2006年はエースとして活躍。第77回都市対抗野球大会東海地区予選では敗者復活トーナメント1回戦で前々回大会本戦優勝の王子製紙に完投勝ちを収め、続くヤマハとの敗者復活代表決定戦にも先発したが、チームは1点差で敗れた。しかしこの活躍が評価されてヤマハの補強選手として本大会出場を果たす。
本大会では1回戦、2回戦でともに勝利投手となり、準々決勝でチームは敗れたが、3試合全てに登板して防御率0.93の好成績を残し、投手部門の大会優秀選手に選ばれた。さらに、11月に行われた第16回IBAFインターコンチネンタルカップ日本代表にも選出され、妹の美加も7月から8月にかけて行われた第2回IBAF女子ワールドカップ日本代表に選ばれていたため兄妹揃っての日本代表となった。インターコンチネンタルカップには予選リーグ2試合に登板して1勝を挙げた。
2008年シーズンを最後に退部し第一線から退き、その後は草野球の試合に出場したり、シーズンオフにはプロ入りした美加の練習相手を務めるなどしている。2012年12月に行われた「プロ野球昭和55年会」対「女子プロ野球選抜」のチャリティーマッチでは、同じ1980年度生まれで昭和55年会の選手とも親交があることから昭和55年会チームのゲストとして出場。女子プロ選抜として出場した美加との兄妹対決が実現した。兄妹対決自体は投手正則vs打者美加が四球、投手美加vs打者正則が2打数1安打と美加に軍配が上がったが、試合自体は正則の勝ち越しホームランもあって昭和55年会チームが勝利した。

## 日本代表キャリア
- 第16回IBAFインターコンチネンタルカップ日本代表

## 表彰歴
- 第77回都市対抗野球大会優秀選手（投手部門）